# رايموند بي كوفمان
رايموند بي كوفمان (بالإنجليزية: Raymond P. Coffman)‏ هو ضابط أمريكي، ولد في 19 ديسمبر 1899 في فينيكسفيل في الولايات المتحدة، وتوفي في 17 ديسمبر 1973 في Drexel Hill, Pennsylvania ‏ في الولايات المتحدة.